# Akrobatisches Potpourri
Akrobatisches Potpourri je německý krátký film z roku 1895. Režisérem a producentem je Max Skladanowsky (1863–1939). Film byl natočen v roce 1895 a zobrazuje osm akrobatů, známých v té době ze svých cirkusových představení jako „rodina Grunato“, jak ve veřejném divadle berlínského parku představuje akrobatické číslo.
Film měl premiéru 1. listopadu 1895 spolu s dalšími krátkými filmy, které byly jako jedny z prvních promítány laternou magicou. Každý film trval přibližně šest sekund, a proto se opakovalo jejich promítání.